# Joëlle Stagoll
 (octobre 2021).
Joëlle Stagoll, née à Aigle le 27 décembre 1939 et morte le 20 février 2016,, est une archiviste, écrivaine, et slameuse suisse de langue française.

## Biographie
D'origine piémontaise, Joëlle Stagoll suit des études de lettres à l'Université de Lausanne (français, histoire, histoire de l'art). Elle commence ensuite par devenir enseignante, puis travaille aux archives cantonales vaudoises avant de tenir quelques rôles au théâtre (au Théâtre de Carouge à Genève puis au Théâtre Création sous la direction d'Alain Knapp).
Auteure en 2004 de quatre romans publiés en même temps aux Éditions de l'Hèbe Anka, Par-dessus le toit, Rira aux larmes et Dans le temps, Joëlle Stagoll est formatrice pour adultes au sein de l'association Lire et écrire à Lausanne. 

## Œuvres
- Anka, 2004,  (ISBN 9782940063956)
- Par-dessus le toit, 2005,  (ISBN 9782204078313)
- Rira aux larmes, 2004,  (ISBN 9782940063970)
- Dans le dos du temps, 2004,  (ISBN 2-7436-0645-2)
- Le cri de Conrad Heim, 2006,  (ISBN 9782884850407)
- Le bleu des bruyères, 2009,  (ISBN 9782889060023)
- Du train où va la vie, 2009,  (ISBN 9782889060030)
- L'étoile à mille branches, 2011,  (ISBN 9782889060429)
- L'huître, 2014,  (ISBN 9782889060634)

## Distinctions
- Sélection Lettres frontière, 2005, pour le roman Par-dessus le toit
- Lauréate au concours Les Inédits de RFI-ACCT, 1992, pour la nouvelle Contre-jour